# Fosshagenia ferrarii
Fosshagenia ferrarii is een eenoogkreeftjessoort uit de familie van de Fosshageniidae. De wetenschappelijke naam van de soort is voor het eerst geldig gepubliceerd in 1996 door Suárez-Morales & Iliffe.